# 吴应禄
吴应禄（1955年—），安徽颍上人，汉族，中华人民共和国政治人物、第十二届全国人民代表大会四川地区代表。
毕业于中国社会科学院企业管理专业。加入中国共产党。2013年，担任全国人大代表。